# Сёстры Бисеровы
«Сёстры Бисеровы» — фольклорный ансамбль, основанный в 1978 году в болгарском селе Пирин, расположенном в общине Сандански Благоевградской области.

## История
Первоначально в состав коллектива входили три сестры Бисеровы — Любимка, Неда и Митра, дебют которых состоялся в 1978 году на XI Всемирном фестивале молодёжи и спорта в Гаване.
В 1980 году Любимка и Митра были приглашены в Государственный ансамбль народной песни и танца его основателем Филипом Кутевым, в то время как Неда выступала в софийском ансамбле народной музыки — «Гоце Делчев».
В 1996 году состав коллектива был расширен и к нему присоединились дочери Митры — Вера и Росица, а также сыновья Любимки — Росен и Манол, в качестве аккомпанирующих музыкантов.
В 1998 году в честь двадцатилетия ансамбль был награждён Союзом болгарских музыкантов и танцоров «Серебряной Лирой», а в 2003 — «Золотой Лирой».

## Дискография
- 1979 — Пластинка, Балкантон BHA 10334: Сестри Бисерови «Пирински народни песни»
- 1981 — Аудиокассета, Балкантон BKMC7300: Сестри Бисерови
- 1984 — Пластинка, Балкантон: Сестри Бисерови «Народни песни от Пирин»
- 1986 — Пластинка, Балкантон BHA 11383: Сестри Бисерови и Тракийската тройка
- 1990 — CD, PARADOX, PAN Records: «Music from the Pirin mountains»
- 1991 — CD, Studio Alpha, Tokyo, JAPAN: Bisserov Sisters and Nadka Karadjova «Bulgarian polyphony» (III)
- 1991 — CD, ACTION RESEARCH Co.,Ltd. TOKYO, JAPAN: The Bisserov Sisters «Folk Chorus From Bulgaria, Pirin Region»
- 1994 — CD, The Bisserov Sisters: The Hits of The Bisserov Sisters /Vol. 1/
- 1991—1995 — Аудиокассета, Сестри Бисерови: «Славеите от Пирин» I
- 1991—1995 — Аудиокассета, Сестри Бисерови: «Славеите от Пирин» II
- 1995 — CD, PARADOX, PAN Records: Sestri Bisserovi «Pirin wedding and ritual songs»
- 1996 — Аудиокассета, Сестри Бисерови: Сестри Бисерови и Яшар «Дилото» III
- 1998 — CD, Сестри Бисерови: «От корените към върха»
- 2000 — CD, PARADOX, PAN Records: Bisserov Sisters «Three generations»
- 2002 — CD Сестри Бисерови: «Любимите македонски песни»
- 2003 — CD, VVD Ruychev: Сестри Бисерови и фамилия «25 години»
- 2013 — CD, Сестри Бисерови Фамилия: «Македонска музика за танци и веселби»
- 2015 — CD, Сестри Бисерови Фамилия: «Песни за пиринските момичета»